# Wereldbeker schaatsen 2008/2009 - Wereldbeker 6 - 1e 500 meter mannen
De negende van 13 wedstrijden voor de wereldbeker schaatsen 500 meter werd gehouden op 24 januari 2009 in Kolomna.

## Uitslag A-divisie
| rang   | schaatser           | tijd    | punten |
| ------ | ------------------- | ------- | ------ |
| Goud   | Keiichiro Nagashima | 34,85   | 100    |
| Zilver | Yu Fengtong         | 34,89   | 80     |
| Brons  | Yuya Oikawa         | 34,96   | 70     |
| 4      | Tucker Fredricks    | 34,98   | 60     |
| 5      | Mika Poutala        | 35,16   | 50     |
| 6      | Zhang Zhongqi       | 35,21   | 45     |
| 7      | Tadashi Obara       | 35,25   | 40     |
| 8      | Dmitri Lobkov       | 35,28   | 36     |
| 9      | Simon Kuipers       | 35,30   | 32     |
| 10     | Jamie Gregg         | 35,33   | 28     |
| 11     | Mark Tuitert        | 35,50   | 24     |
| 12     | Stefan Groothuis    | 35,59   | 21     |
| 13     | Sergey Chadayev     | 35,64   | 18     |
| 14     | Jan Smeekens        | 35,66   | 16     |
| 15     | Yaolin Zhang        | 35,74   | 14     |
| 16     | Muncef Ouardi       | 35,75   | 12     |
| 17     | Brent Aussprung     | 35,77   | 10     |
| 18     | Joji Kato           | 36,12   | 8      |
| 19     | Mike Blumel         | 36,50   | 6      |
| 20     | Shani Davis         | 1.01,74 | 5      |

## Loting
| rit | binnenbaan       | buitenbaan          |
| --- | ---------------- | ------------------- |
| 1   | Brent Aussprung  | Mike Blumel         |
| 2   | Yaolin Zhang     | Sergey Chadayev     |
| 3   | Stefan Groothuis | Muncef Ouardi       |
| 4   | Mark Tuitert     | Jamie Gregg         |
| 5   | Tadashi Obara    | Shani Davis         |
| 6   | Jan Smeekens     | Simon Kuipers       |
| 7   | Yuya Oikawa      | Tucker Fredricks    |
| 8   | Dmitri Lobkov    | Zhang Zhongqi       |
| 9   | Joji Kato        | Mika Poutala        |
| 10  | Yu Fengtong      | Keiichiro Nagashima |

## Top 10 B-divisie
| rang | schaatser         | tijd   | punten |
| ---- | ----------------- | ------ | ------ |
| 1    | Ermanno Ioriatti  | 35,62  | 25     |
| 2    | Vincent Labrie    | 35,78  | 19     |
| 3    | Denny Morrison    | 35,81  | 15     |
| 4    | Beorn Nijenhuis   | 35,915 | 11     |
| 5    | Maciej Ustynowicz | 35,917 | 8      |
| 6    | Tuoman Nieminen   | 35,94  | 6      |
| 7    | Nico Ihle         | 35,97  | 4      |
| 8    | Matthias Schwierz | 36,00  | 2      |
| 9    | Takaharu Nakajima | 36,07  | 1      |
| 10   | Aleksey Yesin     | 36,15  | 0      |